# Thieme-Becker
Thieme-Becker è il titolo comune con cui è conosciuto il dizionario biografico degli artisti, concepito nella prima metà del Novecento da Ulrich Thieme e Felix Becker, Allgemeines Lexikon der Bildenden Künstler von der Antike bis zur Gegenwart e la sua prosecuzione, sviluppata nel corso degli anni cinquanta da Hans Vollmer e conosciuta appunto come il Vollmer, dal titolo Allgemeines Lexikon der Bildenden Künstler des XX. Jahrhunderts.

## Thieme-Becker
Il Thieme-Becker uscì in 37 volumi dal 1907 al 1950, in principio presso la casa editrice di Wilhelm Engelmann, dal 1911 presso la casa editrice E.A. Seemann di Lipsia. Il dizionario abbraccia 148.180 biografie (più altre 15.802, menzionate indirettamente), a cui lavorarono circa 400 studiosi, compresi alcuni dei più grandi storici dell'arte del tempo. Le singole voci contengono informazioni sulla famiglia e sulla formazione di ogni singolo artista, sulla carriera, sulle sue opere ed esposizioni, più una bibliografia.

### Storia dell'edizione
Ulrich Thieme e Felix Becker iniziarono il lavoro preparatorio nel 1898, senza alcun appoggio da parte di organi statali o accademici; il progetto originario ricomprendeva 20 volumi, da pubblicarsi in dodici anni. Il primo tomo uscì nel 1907. L'opera proseguì nonostante il ritiro di Becker, nel 1910, e la morte di Thieme, nel 1922; essa fu infatti portata innanzi da Fred C. Willis e soprattutto da Hans Vollmer, che se ne assunse la responsabilità nel 1923 e la concluse definitivamente nel 1950.

### Rilevanza
L'importanza e la speciale ampiezza del Thieme-Becker derivano in primo luogo dal suo dettaglio (vi sono voci anche su artisti medi e minori, largamente sconosciuti, mentre la presentazione di quelli più famosi non eccede mai le 15 pagine); in secondo luogo dal fatto di ricomprendere anche architetti, stilisti e artigiani. Nonostante siano passati da 60 a 100 anni dalla loro apparizione, e nonostante la continua evoluzione degli studi, le voci originarie conservano ancora motivo di interesse, in quanto contengono il pensiero dei più vigorosi storici dell'arte del tempo. Nel 2008 ne è stata ripubblicata una versione in DVD.

## Vollmer
Hans Vollmer aveva già collaborato sin dalla redazione del primo tomo, nel 1907. Dopo aver portato a termine l'opera, si accinse a svilupparne la continuazione, l'Allgemeines Lexikon der Bildenden Künstler des XX. Jahrhunderts, che apparve in sei volumi tra il 1953 e il 1962 sempre presso la casa editrice E.A. Seemann di Lipsia. La totalità di essi sono stati redatti dal solo Vollmer, che lavorò caparbiamente ogni giorno per otto anni, chiedendo solo occasionalmente isolati suggerimenti ai propri colleghi, sino a mettere insieme 47.229 biografie.
Il Thieme-Becker-Vollmer è stato a lungo il più completo dizionario biografico di artisti del mondo. Ne è attualmente in corso un aggiornamento complessivo per la casa editrice de Gruyter, che si fonda sull'edizione originale. Un'edizione a stampa dovrebbe essere completata entro il 2020; un'edizione in linea (AKL online) è continuamente aggiornata e può essere considerata un work-in-progress senza fine.